# Palm Springs Aerial Tramway

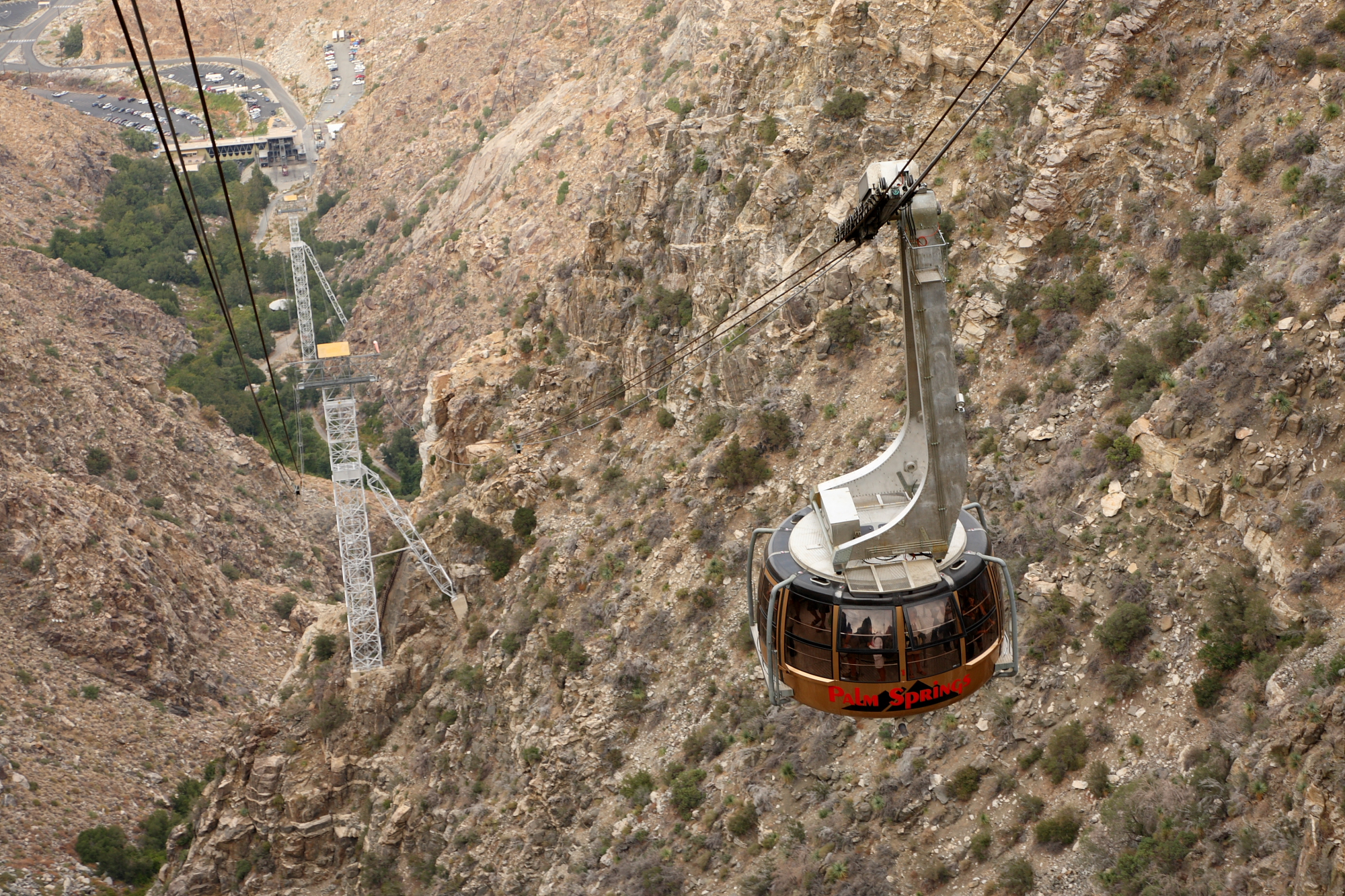

Le Palm Springs Aerial Tramway à Palm Springs, en Californie, est le plus grand téléphérique rotatif au monde. 
Il a ouvert en septembre 1963.

## Dans la culture populaire
- Un téléphérique inspiré  du Palm Springs Aerial Tramway apparaît dans le jeu vidéo Grand Theft Auto V sous le nom de Pala Springs Aerial Tramway.
- Ce téléphérique est le cadre de plusieurs scènes et notamment du final de l'épisode 6 "Short fuse" ("Accident" dans la version francophone) de la série Inspecteur Columbo (tournage en 1971).